# Procedura głównego kandydata

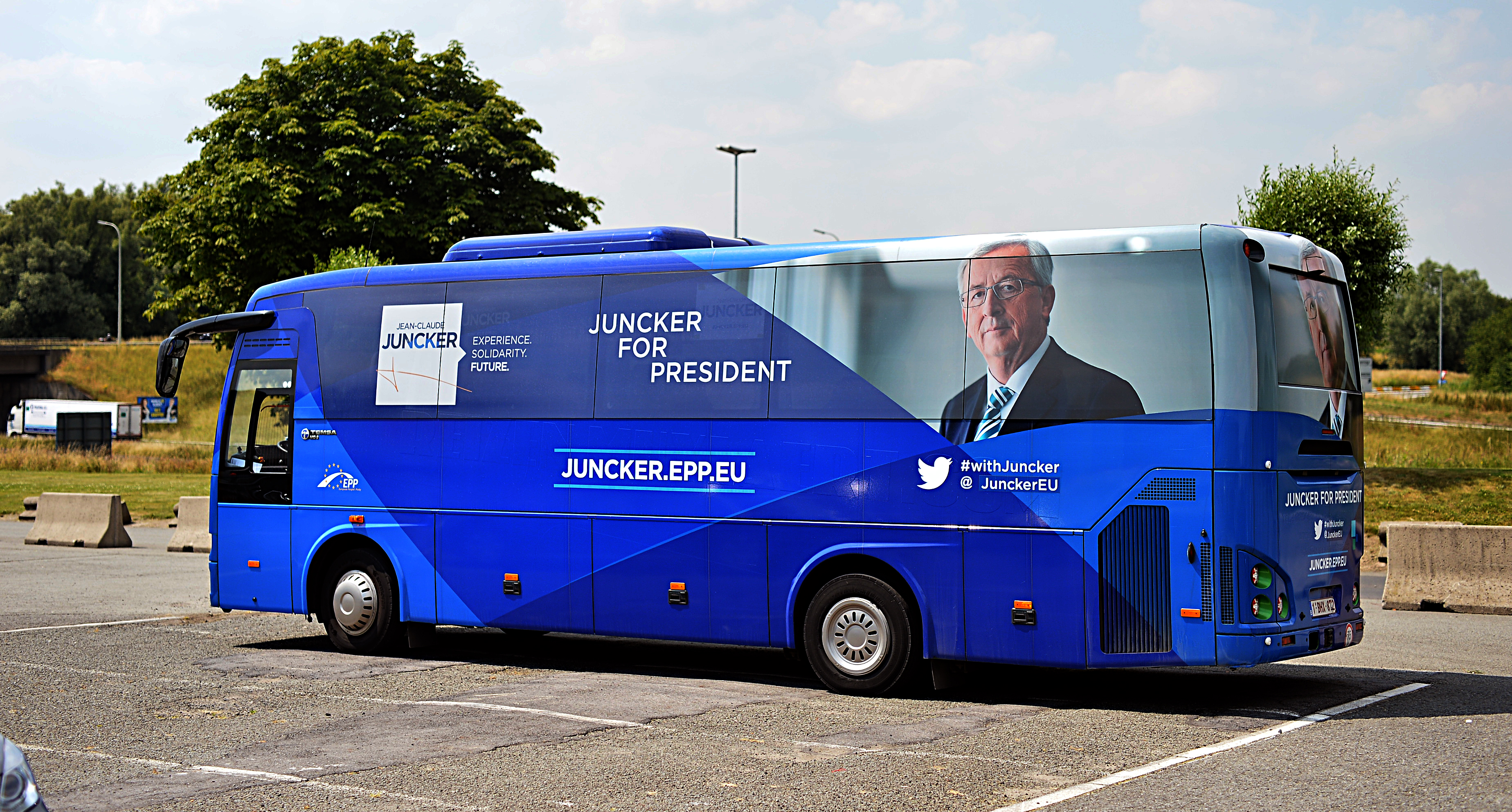
Bus promujący Jean-Claude’a Junckera – Spitzenkandidata Europejskiej Partii Ludowej w 2014 roku

Procedura głównego kandydata, procedura Spitzenkandidat – procedura wyboru przewodniczącego Komisji Europejskiej na podstawie wyników europejskich partii politycznych funkcjonująca w Unii Europejskiej od 2014 roku.

## Mechanizm wyboru
Przewodniczący Komisji Europejskiej jest wybierany na pięcioletnią kadencję przez Radę Europejską i zatwierdzany bezwzględną większością głosów przez Parlament Europejski. Od 2014 roku w procesie tym występuje procedura głównego kandydata (nazywana również z języka niemieckiego procedurą Spitzenkandidat). W myśl tej procedury europejskie partie polityczne przed wyborami do Parlamentu Europejskiego wskazują „głównych kandydatów” rekomendowanych przez nie na stanowisko przewodniczącego Komisji Europejskiej, zaś Rada Europejska wybiera spośród nich kandydata partii, która osiągnęła w wyborach najlepszy wynik (i jest zdolna do utworzenia koalicji zapewniającej większość w Parlamencie Europejskim). Procedura Spitzenkandidat po raz pierwszy została wdrożona w 2014 roku, kiedy przewodniczącym Komisji Europejskiej został Jean-Claude Juncker, kandydat Europejskiej Partii Ludowej.
Przed wyborami do Parlamentu Europejskiego pomiędzy wyznaczonymi przez partie głównymi kandydatami odbywa się wyborcza debata Eurowizji.

## Historyczni główni kandydaci

### 2014
Aleksis Tsipras – Partia Europejskiej Lewicy
Ska Keller – Europejska Partia Zielonych
Martin Schulz – Partia Europejskich Socjalistów
Jean-Claude Juncker – Europejska Partia Ludowa
Guy Verhofstadt – Partia Porozumienia Liberałów i Demokratów na rzecz Europy

### 2019
Nico Cue – Partia Europejskiej Lewicy
Ska Keller – Europejska Partia Zielonych
Jan Zahradil – Partia Europejskich Konserwatystów i Reformatorów
Manfred Weber – Europejska Partia Ludowa – Europejska Partia Ludowa uzyskała najwięcej głosów, ale nie dysponowała samodzielną większością – poparcie większości uzyskała Ursula von der Leyen pierwotnie nie znajdująca się w gronie głównych kandydatów
Frans Timmermans – Partia Europejskich Socjalistów

### 2024
Ursula von der Leyen – Europejska Partia Ludowa
Nicolas Schmit – Partia Europejskich Socjalistów
Sandro Gozi – Europejska Partia Demokratyczna
Terry Reintke – Europejska Partia Zielonych
Walter Baier – Partia Europejskiej Lewicy
Marie-Agnes Strack-Zimmerman – Partia Porozumienia Liberałów i Demokratów na rzecz Europy
Maylis Rossberg i Raul Romeva – Wolny Sojusz Europejski
Damian Boeselager i Sophie in 't Veld – Volt Europa
Marcel Kolaja i Anja Hirschel – Europejska Partia Piratów